# Línea 20 (Asunción)
La Línea 20 de colectivos de Asunción fue una línea de autobuses perteneciente a la empresa  Manuel Ortiz Guerrero S.R.L. y regulado por el Viceministerio de Transporte, dependiente del Ministerio de Obras Públicas y Comunicaciones (MOPC); que partía desde el barrio San Antonio de Asunción y tenía como destino tres lugares: Luque, San Lorenzo e Ypané.

## Administración
Representante: Víctor Onievas

Teléfono: 021-591165

## Recorridos

### Ramal Reducto
Ida:  Maneco Galeano - De la Victoria - Ruta 1 Mcal. F.S. López – Julia M. Cueto – Mcal. Estigarribia – Av. Eusebio Ayala – Ygurey – Dr. Gaspar Rodríguez de Francia – Brasil – Fulgencio R. Moreno – Humaitá – Pedro Gracia – Facundo Insfrán – Río de la Plata – Juan Díaz de Solís – Varadero.
Vuelta: Por la calle Juan Díaz de Solís – Dr. Candia – Dr. Mazzei – Guillermo Arias – Patricios – Piribebuy – Montevideo – Haedo – Luis Alberto de Herrera – Pettirossi – Av. Eusebio Ayala – Ruta Mcal. Estigarribia – Av. del Agrónomo – 10 de Agosto – Ruta 1 Mcal. F. S. López - De la Victoria  - Maneco Galeano (Rincón)

### Ramal Thompson
Ida: Defensores del Chaco - Bernardino Caballero - Av. Thompson - Tte. 1° Leonardo Salinas - Ruta 1 Mcal. F.S. López – Julia M. Cueto – Mcal. Estigarribia – Av. Eusebio Ayala – Ygurey – Dr. Gaspar Rodríguez de Francia – Brasil – Fulgencio R. Moreno – Humaitá – Pedro Gracia – Facundo Insfrán – Río de la Plata – Juan Díaz de Solís – Varadero.
Vuelta: Por la calle Juan Díaz de Solís – Dr. Candia – Dr. Mazzei – Guillermo Arias – Patricios – Piribebuy – Montevideo – Haedo – Luis A de Herrera – Pettirossi – Av. Eusebio Ayala – Ruta Mcal. Estigarribia – Av. del Agrónomo – 10 de Agosto – Ruta 1 Mcal. F. S. López - Tte. 1° Leonardo Salinas – Av. Thompson – Bernardino Caballero – Defensores del Chaco

## Puntos de Interés dentro del recorrido
Ambos ramales (Vuelta):
- Universidad Nacional de Asunción
- Shopping Multiplaza
- Hipódromo de Asunción
- Tribunal Superior de Justicia Electoral
- Colegio Nacional de la Capital
- Mercado 4
- Hotel Guaraní
- Asunción Super Centro